# WorldPride Roma 2000
El WorldPride Roma 2000 fue la primera edición del WorldPride celebrada con motivo del Día Internacional del Orgullo LGBT. Se celebró en la ciudad italiana de Roma en el año 2000. Esta edición del Día del Orgullo en Roma también coincide con la 7.ª edición del Europride.

## Historia
En la 16.ª conferencia anual de InterPride, celebrada en octubre de 1997 en la ciudad de Nueva York, la membresía de InterPride votó para establecer el título "WorldPride" y se lo otorgó a la ciudad de Roma durante el 1 julio y el 9 de julio de 2000. El evento fue organizado por el grupo italiano pro derechos de los homosexuales Mario Mieli junto con InterPride.

## Financiamiento
Funcionarios de Roma habían prometido poner 200.000 dólares para el evento. Sin embargo, el alcalde de Roma, el progresista Francesco Rutelli, cedió a la vehemente oposición de la Santa Sede y de los políticos conservadores y el 30 de mayo de 2000 retiró el apoyo logístico y monetario. Horas después de su anuncio, Rutelli, en respuesta a las duras críticas de la izquierda, restauró la financiación y se comprometió a ayudar con los permisos, pero se negó a dar marcha atrás en la exigencia de los organizadores de eliminar el logotipo de la ciudad en la promoción. 

## Oposición de la Santa Sede
El evento se oponía firmemente a Juan Pablo II y fue visto como una violación a los numerosos peregrinos católicos que visitan Roma para el Gran Jubileo de la Iglesia católica. El papa Juan Pablo II se dirigió a las multitudes en la Plaza de San Pedro durante el WorldPride 2000 declarando, en lo que respecta al evento, que se trataba de una "ofensa a los valores cristianos de una ciudad que hace daño a los corazones de los católicos de todo el mundo."

## Organización
Los organizadores confirmaron que 250.000 personas se unieron en la marcha hacia el Coliseo y el Circo Máximo, dos de los más famosos lugares históricos de Roma. Fue una de las mayores multitudes reunidas en Roma desde hacía décadas. Entre los eventos programados hubo conferencias, un desfile de moda, un gran desfile, una danza de cuero, y un concierto de Gloria Gaynor, The Village People, RuPaul y Geri Halliwell.